# 七尾大田火力発電所
七尾大田火力発電所（ななおおおたかりょくはつでんしょ）は、石川県七尾市にある北陸電力の石炭火力発電所。

## 概要
1970年6月、北陸電力は石川県河北郡内灘町において火力発電所の立地計画を発表するが反対により断念（1983年7月に計画取り消し）、1973年1月には七尾市の通称「トクサ地点」での立地計画を立てるものの地元の反対により再度断念（1985年7月に計画取り消し）、打開策として同市大田町に変更した。
建設工事は1975年9月26日に1号機の着手決定、1978年4月1日に建設のための公有水面埋め立て工事に着手、1991年5月に着工（同年6月10日に起工式）、1995年3月17日に1号機が運転を開始、2号機までが建設された。
1号機は、発電効率向上のため、主蒸気温度566℃、再熱蒸気温度593℃、主蒸気圧力24.1MPaとした北陸電力初の超々臨界圧のボイラーおよび蒸気タービンを採用した。更に2号機では主蒸気温度、再熱蒸気温度共に593℃まで高め、更なる効率向上を図った。
燃料は石油から液化石油ガス、最終的に石炭に変更した。2010年9月1日からは2号機にて木質バイオマス混焼発電を開始した。
2015年8月21日には、1号機でボイラー内の配管の破損、変形を原因としたボイラー内部での蒸気漏洩により発電を停止し、点検・補修（損傷のあった配管8本の交換など）を行い、同年9月3日15時41分に運転を再開した。2018年9月22日には2号機のタービンが損傷し停止、2019年2月21日に運転を再開した。その後間もなくタービン翼損傷により、
同年7月9日から運転を停止し、補修の上、同年10月17日7時に運転を再開した。
2024年1月1日の地震により1号機・2号機は緊急停止し、復旧の目途は立っていなかったが、夏場までの運転再開を目指し復旧工事を進め、２号機が5月10日に、1号機が7月2日に運転再開した。

## 発電設備
- 総出力：120万kW[15]

1号機
定格出力：50万kW
使用燃料：石炭
蒸気条件：超々臨界圧（Ultra Super Critical）
熱効率：43%（低位発熱量基準）
営業運転開始：1995年3月17日
2号機
定格出力：70万kW
使用燃料：石炭、木質バイオマス
蒸気条件：超々臨界圧（USC）
熱効率：44%（低位発熱量基準）
営業運転開始：1998年7月1日

## 近隣の施設
- 七尾港
- LPガス国家備蓄基地